# Zumeltzu
Zumeltzu est une commune ou une contrée appartenant à la municipalité de Vitoria-Gasteiz dans la province d'Alava, située dans la Communauté autonome basque en Espagne.

## Démographie
| 2000 | 2001 | 2002 | 2003 | 2004 | 2005 | 2006 | 2007 |
| ---- | ---- | ---- | ---- | ---- | ---- | ---- | ---- |
| 30   | 31   | 35   | 37   | 39   | 38   | 36   | 40   |

## Voir également
- Liste des municipalités de la province d'Alava